# Szentkuti Károly
Szentkuti Károly (Kapuvár, 1957. április 13. –) magyar muzeológus, politikus, országgyűlési képviselő.

## Életpályája

### Iskolái
Az általános és a középiskolai tanulmányait szülővárosában végezte el. 1974-ben érettségizett a város gimnáziumában. 1975–1980 között a Szombathelyi Tanárképző Főiskola magyar-népművelés szakán tanult. 1987-ben a Szombathelyi Tanárképző Főiskola hallgatójaként a történelem szakot is elvégezte. 1992–1994 között az Eötvös Loránd Tudományegyetemen politológiát tanult. 2002–2005 között a Pécsi Tudományegyetemen történész lett.

### Pályafutása
1974–1975 között Kalocsán letöltötte sorkatonai szolgálatát. 1980–1989 között a nagycenki Széchenyi István Emlékmúzeum munkatársa volt. 1989–1991 között a kapuvári Pátzay Pál Általános Iskola tanára volt. 1990–2008 között az Országos Széchenyi Kör elnöke volt. 1991-től Mosonmagyaróváron élt. 1991–2012 között a mosonmagyaróvári Hansági Múzeum igazgatója, 2008-tól gyűjteményvezetője volt. 2005-től az Art Flexum Művészeti Társaság elnöke.

### Politikai pályafutása
1987–1988 között a nagycenki községi tanács tagja volt; konfliktusba keveredett a helyi párttitkárral ezért lemondott. 1988-tól az SZDSZ tagja. 1989–1991 között az SZDSZ kapuvári ügyvivője volt. 1990-ben, 1998-ban, 2002-ben és 2006-ban országgyűlési képviselőjelölt volt. 1990–1994 között az SZDSZ országos tanácsának tagja volt. 1991–1994 között a Győr-Moson-Sopron Megyei Közgyűlés alelnöke volt. 1994-től az SZDSZ mosonmagyaróvári elnöke. 1994–1998 között országgyűlési képviselő (Győr-Moson-Sopron megye) volt. 1994–1998 között az Önkormányzati és rendészeti bizottság tagja volt. 1995–1998 között az oktatási-kulturális bizottság elnöke volt. 1997–1998 között az országos tanács elnökségének tagja volt. 1998-ban polgármesterjelölt volt. 1998-tól önkormányzati képviselő. 1999-től az SZDSZ Győr-Moson-Sopron megyei elnöke. 2002–2006 között Mosonmagyaróvár alpolgármestere volt.

## Családja
Szülei Molnerics (Szentkuti) Károly (1913–1995) és Fücsök Etelka (1918–?) voltak. 1979-ben házasságot kötött Finta Mariannával. Három gyermekük született: Dániel (1981–), Anna (1983–) és Katalin (1986–).

## Művei
- Széchenyi-emlékhelyek Magyarországon (1991)